# Camises negres
Els Camises negres o la Milícia Voluntària per a la Seguretat Nacional va ser un cos paramilitar de la Itàlia feixista que posteriorment va aconseguir ser una organització militar. A causa del color del seu uniforme, els seus membres van ser coneguts com a camises negres (en italià: Camicie nere), encara que també van ser anomenats esquadristes (en italià: squadristi). Probablement inspirades per les camises vermelles de Giuseppe Garibaldi, la seva activitat s'emmarca des del període d'entreguerres fins al final de la Segona Guerra Mundial (conegut com a Itàlia feixista). El terme es va aplicar a diferents grups que van imitar l'uniforme, com els blackshirts de la Unió Britànica de Feixistes i els SS del partit nazi alemany.
Els camises negres foren organitzats per Benito Mussolini com l'instrument violent del seu moviment feixista. Els seus dirigents fundadors van ser intel·lectuals nacionalistes, ex-oficials de l'exèrcit, membres del cos especial Arditi i joves terratinents que s'oposaven als sindicats d'obrers i camperols de l'entorn rural. Els seus mètodes es feien cada vegada més violents a mesura que creixia el poder de Mussolini, i van usar la violència, la intimidació i l'assassinat contra els seus oponents polítics i socials. Entre els seus components, molt heterogenis, s'incloïen delinqüents i oportunistes.
El seu ethos i uniforme van ser imitats per altres que compartien la ideologia feixista, com els nazis alemanys, que van reservar el negre per a la guàrdia personal de Hitler (Schutzstaffel o SS) i van triar les camises marrons per les SA (Sturmabteilung), de funció similar a les negres italianes. Sir Oswald Mosley va triar el negre per a la seva Unió Britànica de Feixistes; William Dudley Pelley va utilitzar Silver Shirts (Camises platejades) per a la Silver Legion of America als Estats Units; l'Integralisme brasiler de Plínio Salgado, camises verdes; la Falange Española de José Antonio Primo de Rivera, camises blaves; amb el mateix color a Irlanda les Blueshirts d'Eoin O'Duffy i la seva Army Comrades Association; els Blueshirts del canadenc Canadian National Socialist Unity Party); els francesos de Solidarité Française i del Partit Francès i els xinesos de la Societat de les Camises blaves; a Mèxic hi va haver un moviment de camises daurades. En el Perú a finals de 1933 es creà la Legió de Camises Negres, conformada per la joventut del partit. Era comú veure'ls entrenar a la platja La Herradura o en Limatambo, preparant-se per al "combat" contra els apristes, als quals anomenaven despectivament "aprocomunistas" o "búfals". El 4 de novembre de 1933 fan la seva primera aparició en una cerimònia d'homenatge al mausoleu de Luis Miguel Sánchez Cerro. La salutació feixista, amb la mà dreta en alt, també va ser adoptada pels camises negres en aquesta mena de "feixisme crioll".

## Història
Els camises negres van néixer amb el nom de squadristi el 1919, i van arribar a ser uns 200.000 durant la Marxa sobre Roma entre el 27 i el 28 d'octubre de 1922. El 1922 els squadristi es van reorganitzar com a milícia (Milizia) i van formar nombroses banderes (bandiere). L'1 de febrer de 1923 es va redenominar Milizia Volontarie per la Sicurezza Nazionale, o MVSN (Milícia Voluntària per a la Seguretat Nacional), que va funcionar fins a l'armistici italià en 1943. La República Social Italiana, el darrer territori feixista al nord d'Itàlia ocupada per Alemanya, va reformar l’MVSN redenominada Guàrdia Nazionale Repubblicana (Guàrdia Nacional Republicana, GNR).
La Milícia Voluntària per a la Seguretat Nacional sorgeix de l'exigència del Partit Nacional Feixista (Partito Nazionale Feixista), acabat d'arribar al poder, de convertir les esquadres d'acció feixistes en una autèntica milícia reconeguda per l'estat. Benito Mussolini va encarregar a una comissió composta per Emilio De Bono, Cesare Maria De Vecchi, Aldo Finzi, Italo Balbo i Attilio Teruzzi, estudiar la qüestió.
La comissió va realitzar un projecte per a la formació i organització d'un cos de voluntaris enquadrat en l'exèrcit nacional mitjançant el reclutament regular en un tram d'edat comprès entre els 17 i els 50 anys. El projecte va ser aprovat després de la deliberació en el Gran Consell Feixista el 12 de gener de 1923, després d'haver rebut l'aprovació del consell de ministres el 28 de desembre de 1922, pel Reial Decret nº 31 del 14 de gener de 1923. La Milícia rep així el reconeixement legal que la constitueix com a "Guàrdia armada de la revolució" (en italià «Guàrdia armata della rivoluzione"), "al servei de Déu i de la Pàtria".
La MVSN estava sota les ordres de la Presidència del Consell de Ministres i, per llei, tenia com a funció el manteniment de l'ordre públic en territori italià i defensar els interessos nacionals. En cas de mobilització, el Reial Decret nº 31/1923 establia que podia ser incorporada a l'Exèrcit o la Marina.
Durant la Segona Guerra Mundial va ser usada, a l'interior d'Itàlia, en accions de repressió anti-guerrilla. En moltes ocasions, en què no aconseguien localitzar els partisans, descarregaven la seva ràbia sobre la població civil en terribles represàlies, especialment al final de la guerra, quan la República de Saló va exercir un breu control sobre zones del nord. En aquella conjuntura, quan queien presos pels partisans o els aliats eren directament afusellats com a criminals de guerra, o patien càstigs encara més cruels, com es descriu a la pel·lícula Novecento.

## Organització

### Organització bàsica
Benito Mussolini va ser el Comandant General, amb el grau de Primer Caporale d'Onor (Primer Cap d'Honor) però les funcions executives van ser exercides pel cap d'Estat Major, que regia el Comando General. El MVSN va ser organitzat a imitació de l'exèrcit romà, de manera que els termes usats deriven de les estructures militars de l'antiga Roma, no dels usats als exèrcits regulars europeus.
- Zona (Zona) = divisió
- Legionel (Legió) = regiment, cada legió era una unitat de milícia que consistia en un petit quadre actiu i una gran reserva de voluntaris civils.
- Coorte (Cohort) = batalló
- Centúria (Centúria) = companyia
- Manipolo (Maniple) = pilot
- Squadra (Esquadra) = esquadró

Aquestes unitats se subordinaven amb una estructura triangular:
- 3 esquadres = 1 maniple
- 3 maniples = 1 centúria
- 3 centúries = 1 cohort
- 3 cohorts = 1 legió
- 3 legions = 1 divisió

o bé
- 3 o més legions = 1 zona

### Organització territorial
L'organització original del MVSN consistia en 15 zones que controlaven 133 legions (una per província) de tres cohorts cadascuna i un Grup Independent que controlava 10 legions. El 1929 es va reorganitzar en quatre raggruppamenti, i a l'octubre de 1936 es va tornar a reorganitzar en 14 zones sobre 133 legions amb dues cohorts cadascuna, una d'homes entre 21 i 36 anys i una altra de fins a 55 anys, més les unitats especials de Roma, de l'illa de Ponza, els Moschettieri del Duce ("Mosqueters del Duce", d'uniforme negre, que actuaven com a guàrdia personal de Mussolini), la Milícia Albanesa (quatre legions) i la Milícia Colonial de l'MVSN a l'Àfrica amb set legions.
També hi va haver milícies especials de seguretat, que incloïen:

#### Milícia de Seguretat
- Milícia colonial.
- Milícia de fronteres.
- Milícia d'artilleria antiaèria.
- Milícia d'artilleria naval.
- Milícia sanitària.
- Assistència espiritual de la milícia.

Organització juvenil de la milicia
Milizia ruolo Opera Nazionale Balilla
Milizia ruolo Fasci Giovanili di Combattimento
Milizia ruolo Gioventù Italiana del Littorio
Milizia Universitària
Milícies especiales
- Milicia ferroviària.
- Milícia forestal.
- Milícia portuària.
- Milícia postelegráfica.
- Milizia Stradale.

### Graduacions
Benito Mussolini com "caporal primer Honorari" de l'MVSN.Mussolini com a comandant en cap (Comandant Generale) va ser nomenat "caporal primer Honorari (Primer Caporale Onorario) el 1935 i Adolf Hitler va ser nomenat" Cap Honorari "(Caporale Onorario) el 1937. Tots els altres rangs es corresponien en certa manera als de l'exèrcit de l'Antiga Roma:
- Comandant general
- Comandant
- Console general
- Console, al comandament d'una legió
- Primer sènior = Tinent coronel
- Sènior, al comandament d'una cohort
- Centurione, al comandament d'una centúria
- Capomanipolo
- Sottocapomanipolo
- Aspirant sottocapomanipolo
- Primer aiutante
- Aiutante capo
- Aiutante
- Primer capo squadra
- Capo squadra
- Vicecapo squadra
- Camicia manera scelta
- Camicia manera

Correspondència de les graduacions de la milícia amb les de l'exèrcit regular 
| Exèrcit regular            | MVSN                                |
| -------------------------- | ----------------------------------- |
| Generale d'armata          | Comandante generale                 |
| Generale di corpo d'armata | Luogotenente generale capo di S. M. |
| Generale di divisione      | Luogotenente generale               |
| Generale di brigata        | Console generale                    |
| Colonnello                 | Console                             |
| Tenente colonnello         | Primo seniore                       |
| Maggiore                   | Seniore                             |
| Capitano                   | Centurione                          |
| Tenente                    | Capo manipolo                       |
| Sottotenente               | Sotto capo manipolo                 |

Suboficials i tropa
| Ejército real         | MVSN                |
| --------------------- | ------------------- |
| Maresciallo maggiore  | Primo aiutante      |
| Maresciallo capo      | Aiutante capo       |
| Maresciallo ordinario | Aiutante            |
| Sergente maggiore     | Primo capo squadra  |
| Sergente              | Capo squadra        |
| Caporale maggiore     | Vice capo squadra   |
| Caporale cabo         | Camicia nera scelta |
| Appuntato             | Camicia nera        |
| Soldato               | —                   |

## Participació en conflictes bèl·lics
Després de jurar fidelitat a Víctor Manuel III el 28 d'octubre de 1924, la Milícia s'ocupava preferentment de la formació de les joves formacions i va participar en algunes operacions de socors de localitats afectades per desastres naturals (com Valtelina el 1926). El 1928 l'Estat Major va impulsar el procés d'integració del MVSN en l'estructura de l'Exèrcit Real, i el 1934 es va reforçar aquesta integració en començar a fer maniobres conjuntes ambdós cossos.

### Líbia (1923)
Es pot considerar que la primera intervenció militar de la Milícia va ser a Líbia el setembre de 1923. Tres legions van intervenir en els combats de Beni Ulid, el règim, el Zuetina i Got l'Sass. La seva bona actuació va convèncer el govern de crear dues legions, una estacionada a Trípoli (Líbia) i una altra a Bengasi.

### La Campanya d'Etiòpia (1935)
Per la data de la invasió d'Etiòpia de 1935, ja s'havien format set divisions de camises negres:
- 1a Divisió de Camises Negres març 23
- 2a Divisió de Camises Negres octubre 28
- 3a Divisió de Camises Negres abril 21
- 4a Divisió de Camises Negres 3 gen
- 5a Divisió de Camises Negres 1 febrer
- 6a Divisió de Camises Negres Tevere
- 7a Divisió de Camises Negres Cirene (Cirenaica en espanyol)

La 1a i 6a divisions van ser enviades a Etiòpia i van prendre part en la guerra. La 7a mai va ser desplegada fora d'Itàlia i ni tan sols va ser equipada amb tot el seu equip abans de ser desmantellada.

### Guerra Civil espanyola (1937-1939)
Durant la Guerra Civil espanyola es van enviar 3 divisions de camises negres a Espanya integrades en el Corpo Truppe Volontarie. Les divisions de camises negres estaven formades per soldats regulars i voluntaris de la milícia del partit feixista. Les divisions estaven motoritzades en part.
La Centúria Indòmit de Camises Negres italianes va ser gairebé destruïda prop de Brihuega a la batalla de Guadalajara, al Palau d'Ibarra, pels seus compatriotes antifeixistes del Batalló Garibaldi de la XII Brigada Internacional.
- 1a divisió de camises negres di el Vuolo (Déu ho vol)
- 2a divisió de camises negres Fiamme Nere (Flames negres)
- 3a divisió de camises negres Penne Nere (Plomes negres)

Després de la batalla de Guadalajara a l'abril de 1937 la 3a divisió va ser dissolta i consolidada amb la 2a divisió. Després de la campanya del nord l'octubre de 1937, la 2a divisió va ser consolidada amb la 1a i anomenada "Divisió XXIII de Març, Flames Negres"

### Segona Guerra Mundial (1940-1944)
El 10 de juny de 1940, el dia en què Itàlia va declarar la guerra als aliats, la MVSN disposava de 340.000 homes enquadrats en 220 batallons, més 81 batallons costaners, 51 territorials i 29 companyies costaneres. Aproximadament 85.000 homes estaven enquadrats en serveis d'artilleria antiaèria, en 22 legions. L'artilleria naval, subordinada a l'armada, estava formada per 10 legions, les orgàniques eren d'origen heterogeni: generalment integrades per oficials d'artilleria a la reserva i persones exempts d'altres serveis militars.
La MSVN es va organitzar en tres divisions (la 1a, 2a i 4a (totes les quals es van perdre en la campanya del nord d'Àfrica). A finals de 1942 s'estaven formant una quarta divisió (la "M") i una cinquena (la "Àfrica").
Mussolini també va programar crear 142 batallons de combat de la MVSN de 650 homes cadascun per proporcionar un grup d'assalt (Gruppo di Assalto) a cada divisió regular. Aquests grups estaven formats per dues cohorts, cadascuna formada per 3 centúries de 3 maniples amb tres esquadres cadascuna, més una companyia de suport (Gruppo Support) de dos maniples amb tres metralladores pesades cadascun i dos manípuls de morters de 81 mm, cada un amb dues peces.
L'experiència operativa va demostrar que les divisions binàries de l'exèrcit italià eren massa petites i no tenien poder de foc i armament pesant. Per suplir aquesta carència a finals de 1941 es van crear grups mòbils per constituir el tercer regiment de cada divisió de l'exèrcit italià. Aquests grups mòbils van sofrir moltes baixes pel fet que estaven mal manats, mal equipats i mal entrenats. Les tres divisions van ser destruïdes en combat al nord d'Àfrica. Les divisions del MVSN van combatre en tots els escenaris en què ho va fer l'exèrcit italià.

#### Grècia (1940-1941)
Des d'octubre de 1940 al final de la campanya de Grècia a l'abril de 1941, la MVSN desplegar 56 batallons. Les baixes van ser molt greus: es van perdre 27 batallons i altres 7 van haver de ser fusionats.
Al final de la campanya dels batallons que s'havien distingit en combat es van transformar en "batallons M", la flor i nata dels batallons de la MVSN. El seu símbol era una "M" vermella travessada per una destral daurada. La "M" era l'acrònim de "Mussolini", i en el seu himne s'autoproclamaven "batallons de la mort creats per a la vida".
Els primers batallons a transformar-se en "M" van ser els de l'agrupació del general Galbiati i els dos de la Legió Leonessa, formats per soldats procedents de Brescia.

#### Campanya del Nord d'África
Les tres divisions presents al nord d'Àfrica van resistir l'ofensiva anglesa que va acabar per ocupar Cirenaica.

#### Àfrica Oriental Italiana
El 10 juny 1940 havia 255.950 homes en les colònies italianes d'Àfrica oriental, distribuïts de la següent manera: 181.895 soldats colonials, 47.412 de l'exèrcit real i 26.643 de la MVSN. A l'Àfrica Oriental les tropes de la MVSN (uns 30 batallons) van prendre part en les operacions contra la Somàlia britànica, en la batalla de Cher, la caiguda de Gondar al novembre de 1941 i combatent com bandes aramides a la província de Galla Sidamo.

#### Front oriental
L'ofensiva soviètica de 1942 va comportar la destrucció de prop de 12 batallons de la MSVN (van caure prop del 90% dels comandants de batalló, el 70% dels oficials i el 55% dels soldats).
Al maig de 1943 es va crear la divisió cuirassada Camicie Nere M, composta per al voltant de 5.700 homes, veterans dels fronts grec i rus, i de voluntaris. El manteniment logístic de la unitat estava a càrrec dels alemanys. Disposava de 36 blindats (tancs Panzer IV G i Panzer III N, i canons d'assalt StuG III), canons anticarro i antiaeris de 88 mm. Aquest mateix any alguns batallons d'assalt i consteros de la MVSN van participar en la defensa de la costa siciliana contra els desembarcaments aliats.